# Look into my eyes
「look into my eyes」（ルック イントゥ マイ アイズ）は、2004年3月17日にリリースされたFayrayの16thシングル。発売元はR and C。

## 収録曲
1. look into my eyes
  - 作詞・作曲：Fayray、編曲：徳永暁人
2. Don't Cry Out Loud
  - 作詞：キャロル・ベイヤー・セイガー、作曲：ピーター・アレン、編曲：小林哲

メリサ・マンチェスターの同曲のカバー。

## 参加ミュージシャン
look into my eyes
- Fayray：Piano
- 徳永暁人：Programming & Guitar & Bass
- TAMA MUSIC Strings：Strings
- 池田大介：Strings Arrangement

Don't Cry Out Loud
- 小林哲：Programming
- 大賀好修：Guitar

## タイアップ
- 読売テレビ・日本テレビ系ドラマ『乱歩R』オープニングテーマ（#1）